# Філіп Чайлдс Кінан
Філіп Чайлдс Кінан (англ. Philip Childs Keenan, 31 березня 1908, Белв'ю, Пенсільванія — 20 квітня 2000, Колумбус, Огайо) — американський астроном. Фахівець у галузі спектроскопії зір.
У 1932 році отримав ступінь доктора філософії з астрономії в Чиказькому університеті, після чого викладав там до 1942 року (з перервою в 1935/36 році). Працював у Єркській обсерваторії. На початку 1940-х років спільно з Вільямом Морганом та Едіт Келлман розробив систему спектральної класифікації зір (система MKK), удосконалений варіант якої був опублікований Морганом та Кінаном у 1973 році (система MK). Система MKK відображає залежність вигляду спектру від світності. У варіанті MK система використовується астрономами і на початку XXI століття.
Під час співпраці Кінана і Моргана перший зосередив свої дослідження на зорях холодніших, ніж Сонце, а Морган — на гарячих зорях.
У 1946—1976 роках викладав астрономію в Університеті штату Огайо, з 1976 — професор-емерит.

## Пам'ять
На честь вченого названо астероїд 10030 Філкінан.